# Maxi Oyedele
Maximillian Rotimi „Maxi“ Oyedele (* 7. November 2004 in Salford, England) ist ein polnisch-englischer Fußballspieler.
Er ist ein defensiver Mittelfeldspieler, der auch im zentralen Mittelfeld eingesetzt werden kann, und spielt bei Legia Warschau. Zudem ist der polnisch-britische Doppelstaatsbürger Oyedele auch polnischer A-Nationalspieler, nachdem er zuvor für Nachwuchsnationalmannschaften Polens gespielt hatte.

## Karriere im Vereinsfußball

### Manchester United und Wechsel auf Leihbasis
Maxi Oyedele, als Sohn eines Nigerianers und einer Polin in England geboren und aufgewachsen, spielte bei Beechfield United und in der Jugendabteilung des FC Burnley, ehe er zu Manchester United wechselte.
Anfang 2023 folgte eine Leihe zum Non-League-Verein FC Altrincham, und schoss am 18. Februar 2023 beim 3:1-Sieg im Ligaspiel gegen den FC Woking sein erstes Tor für seinen Leihverein. Oyedele absolvierte insgesamt zwölf Spiele und schoss vier Tore. Es folgte später die Rückkehr zu den „Red Devils“, jedoch spielte er dort nur in der Reservemannschaft und daher wurde er erneut verliehen. Im Januar 2024 wurde Maxi Oyedele in die viertklassige League Two an Forest Green Rovers verliehen. Für diesen Verein kam er zu lediglich vier Einsätzen.

### Legia Warschau
Im August 2024 kehrte Oyedele Manchester United endgültig den Rücken und wechselte nach Polen zu Legia Warschau. Auch aufgrund einer Sprunggelenksverletzung kam er zu lediglich 16 Einsätzen, war aber mit zwölf Startelfeinsätzen dennoch Stammspieler, hierbei war er als defensiver Mittelfeldspieler zum Einsatz gekommen. Mit dem Hauptstadtverein wurde Maxi Oyedele in der Liga nur Fünfter, den polnischen Pokal konnte er mit seinem Verein jedoch gewinnen, nachdem im Finale Pogoń Stettin mit 4:3 geschlagen wurde.

## Nationalmannschaft
Maxi Oyedele, der auch für die nigerianische oder für die englische Nationalmannschaft hätte spielen können, kam seit der U18 in jeder Nachwuchsauswahl Polens zum Einsatz und am 12. Oktober 2024 gab er bei der 1:3-Niederlage im Nations-League-Spiel in Warschau gegen Portugal sein Debüt für die A-Nationalmannschaft.